# Kolędy wielkie
Kolędy wielkie – trzeci album studyjny polskiej piosenkarki Anny Wyszkoni, wydany 20 listopada 2015 roku. Album wydany w trzech wersjach: podstawowej, de luxe oraz analogowej. Utworem promującym świąteczne wydawnictwo jest piosenka „Od nieba do nieba”.

## Lista utworów
| Kolędy wielkie – Edycja podstawowa | Kolędy wielkie – Edycja podstawowa                  | Kolędy wielkie – Edycja podstawowa |
| Nr                                 | Tytuł utworu                                        | Długość                            |
| ---------------------------------- | --------------------------------------------------- | ---------------------------------- |
| 1.                                 | „Dzisiaj w Betlejem”                                | 2:46                               |
| 2.                                 | „Mizerna Cicha”                                     | 3:22                               |
| 3.                                 | „Jezus malusieńki”                                  | 3:14                               |
| 4.                                 | „Pójdźmy wszyscy do stajenki”                       | 3:53                               |
| 5.                                 | „Wielkie nieba! Co się dzieje?”                     | 4:22                               |
| 6.                                 | „Cicha noc”                                         | 3:57                               |
| 7.                                 | „Od nieba do nieba”                                 | 3:54                               |
| 8.                                 | „Przybieżeli do Betlejem”                           | 3:13                               |
| 9.                                 | „Bóg się rodzi”                                     | 3:59                               |
| 10.                                | „Nie było miejsca dla ciebie”                       | 3:38                               |
| 11.                                | „Mój anioł”                                         | 3:03                               |
| 12.                                | „Lulajże, Jezuniu”                                  | 2:49                               |
| 13.                                | „Kolęda dla Ojca Świętego” (gość. Golec uOrkiestra) | 4:47                               |
|                                    |                                                     | 46:57                              |

## Wersja de luxe
Płyta w formacie de luxe poszerzona jest o dodatkowy materiał DVD, który zawiera film dokumentujący nagrania, wywiady z artystami zaangażowanymi w projekt oraz making of ze studia. Znajduje się również teledysk „Od nieba do nieba”.

## Wersja analogowa
Na wersji analogowej znalazło się 12 utworów. Kolęda „Bóg się rodzi” nie znalazła się na materiale. Wersja podzielona na Stronę A i Stronę B.

## Piosenkarka o albumie
Moimi świątecznymi fascynacjami postanowiłam podzielić się ze słuchaczami nagrywając zimową płytę. Jednak nagrania przypadły na okres największych upałów w lipcu i sierpniu. Mimo 35 stopni na termometrze i braku choinki, szybko udało nam się wprowadzić w świąteczny nastrój i myślę, że dużo tego ciepła przekazaliśmy na płycie.